# Wilhelm Rudolf Kutter
Pour les articles homonymes, voir Kutter.
Wilhelm Rudolf Kutter, né le 23 août 1818 à Ravensbourg et mort le 6 mai 1888 à Berne, est un ingénieur allemand puis suisse en hydraulique et système de canalisations.

## Biographie
Kutter a pris part à la réalisation à la vaste entreprise d'aménagements hydrauliques lors de la correction des eaux du Jura réalisés en Suisse dans la région des trois lacs de Neuchâtel, Morat et Bienne. En remerciement, il obtint la nationalité de Bienne, où un chemin porte son nom. La famille de Kutter déménage ensuite en Suisse. Son fils Hermann Kutter est un théologue suisse renommé.

## Travaux
Conjointement avec Émile Ganguillet (de), il développe une formule empirique pour la détermination des écoulements d’eau dans des canaux avec prise en compte des pertes dues aux frottements :
La vitesse d’écoulement moyenne {\displaystyle v} est exprimée en fonction du rayon hydraulique moyen du canal {\displaystyle R}, de la pente hydraulique {\displaystyle i} et d’une constante de proportionnalité {\displaystyle c} :
{\displaystyle v=c{\sqrt {Ri}}},
avec
{\displaystyle S={\frac {h}{L}}}
où {\displaystyle h} est la différence de hauteur et {\displaystyle L} la longueur du canal considérée.
et
{\displaystyle c={\frac {a+{\frac {l}{n}}+{\frac {m}{S}}}{1+(a+{\frac {m}{S}}){\frac {n}{\sqrt {R}}}}}}
où {\displaystyle a}, {\displaystyle I} et {\displaystyle m} sont des constantes empiriques et n un coefficient fonction de la rugosité des parois du canal.
Le coefficient {\displaystyle n} varie entre 0,01 pour des canaux lisse (ciment ou bois lisse) et 0,030 pour des canaux rugueux (cours d’eau avec sédiments grossiers, graviers et végétaux).